# Водоспад Фантом
Фантом — водоспад біля села Лапшин Жидачівського району, у підніжжя гори Бакоцино.
Фантом відноситься до так званих ефемерних водоспадів. Складається з 9 каскадів висотою близько 8 метрів.

## Назва
Фантом (привид) - водоспад, якого нема 364 дні в рік, побачити його це велика вдача. Водоспад знаходиться на потічку, що утворюється після сильних дощів (наприклад, 14-15 травня 2014 р), який стікає з гори Бакоцино. В інший час його нема.